# كاري مور
كاري مور (بالإنجليزية: Carrie Moore)‏ هي ممثلة أسترالية، ولدت في 31 يوليو 1882 في غيلونغ في أستراليا، وتوفيت في 1956 في سيدني في أستراليا.